# Eritrodermia
Eritrodermia ou Dermatite esfoliativa generalizada é uma doença inflamatória cutânea caracterizada por eritema (pele vermelha) e descamação em 90% ou mais da superficie corporal.
Esse diagnóstico incluí a síndrome da pele escaldada, uma reação a uma infecção cutânea por estafilococos, na qual a pele se solta e descama, como se tivesse sido queimada.

## Causas
Eritrodermia é uma dermatite descamativa inflamatória que envolve 90% ou mais da pele do paciente. A causa mais comum da eritrodermia como exacerbação de uma doença de pele como psoríase, dermatite de contato, dermatite seborréica, líquen plano, pitiríase rosea ou como efeito adverso de um medicamento como penicilina ou fenitoína. Raramente é o primeiro sintoma de um linfoma de células T, em particular da doença de Sézary.
As causas mais comuns de dermatite esfoliativa são:
- Idiopática - 30%
- Alergias a medicamentos - 28%
- Linfoma e leucemia - 14%
- Dermatite atópica - 10%
- Psoríase - 8%
- Dermatite seborreica - 2%
- Dermatite de contato - 2%

Um aumento da perfusão de sangue na pele resulta em desregulação de temperatura (perda de calor e hipotermia) e possível insuficiência cardíaca. A taxa metabólica basal aumenta para compensar a perda de calor. A perda de fluido por transpiração aumenta em proporção à taxa metabólica basal. A situação é semelhante à observada em pacientes após queimaduras (balanço negativo de nitrogênio caracterizado por edema, hipoalbuminemia e perda de massa muscular). Há eosinofilia, aumento da gamaglobulinemia, mas com linfocitopenia CD4.

## Sinais e sintomas
Mais de 90% da pele inflamada (vermelha, quente, inchada, dolorosa), geralmente associado com coceira. Palmas e plantas podem ficar amarelas e endurecidas (queratodermia). As unhas podem ficar duras, opacas e romper (onicólise). Cabelos e pelos pode ficar secos e desvitalizados e cair (alopecia). Muitos nódulos linfáticos ficam inchados (linfadenopatia generalizada). Alguns dias depois (2 a 6) a pele começa a descascar. A perda de calor e água causa hipotermia e desidratação.

## Tratamento
O tratamento depende da causa. Os esteróides tópicos são a principal categoria de medicamentos utilizados para tratar a dermatite esfoliativa. Um sedativo anti-histamínico pode ser um útil complemento para reduzir a coceira e ajudar o paciente a dormir à noite, limitando também os arranhões e escoriações. Agentes antimicrobianos são muitas vezes utilizados se há suspeita de infecção, desencadeando ou complicando a dermatite esfoliativa.

## História
A dermatite esfoliativa era classificada pelo tempo de evolução como:
- Síndrome do homem vermelho (idiopática)
- Síndrome de Wilson-Brocq (crônica recidivante),
- Hebra ou pitiríase rubra (progressiva),
- Síndrome de Savill (auto-limitada)
- L'homme rouge (por linfoma cutâneo de células T)

Porém atualmente essa classificação carece de diferenças fisiopatológicas ou de utilidade clínica.